# Huseyinia desecata
Huseyinia desecata är en stekelart som först beskrevs av Herbert Zettel 1990.  Huseyinia desecata ingår i släktet Huseyinia och familjen bracksteklar. Inga underarter finns listade i Catalogue of Life.